# Morbidité
Ne doit pas être confondu avec Comorbidité.
En médecine, la morbidité est l'ensemble des effets subséquents à une maladie ou un traumatisme, souvent qualifiés de séquelles. Il s'agit principalement des répercussions délétères et durables sur la santé, pour des durées de moyen à long terme. En particulier certaines maladies (ex rachitisme) ont un taux de morbidité important car les séquelles peuvent affecter le sujet à vie, et ce malgré une éventuelle rémission complète de la cause ou maladie première. C'est, avec la mortalité, l'un des trois principaux critères d'évaluation de la sévérité d'un trouble (le dernier critère étant la qualité de vie dont la dégradation est causée par la maladie ou le traumatisme).
La morbidité est parfois confondue avec l'effet indésirable de certains traitements, la limite étant parfois floue (ex. : la lèpre non traitée peut exceptionnellement induire des atteintes neurologiques, pour autant dans le traitement référence de l'OMS la dapsone induit parfois des effets indésirables et durables au niveau neurologique). Il peut s'agir d'une séquelle générique de la maladie ou du traumatisme (ex. : résorption osseuse causée par la lèpre) ou de complications.
On différencie la morbidité de la mortalité sur le fait que la maladie ou le traumatisme ne cause pas la mort du sujet mais laisse des séquelles longue durée — à opposer au caractère transitoire et de courte durée de certaines séquelles rencontrées pendant la convalescence (ex. : sarcopénie localisée faisant suite à une immobilisation après fracture osseuse).
Le taux de morbidité est la proportion de personnes atteintes par une maladie dans une population précise (par exemple : une ville ou une région), à une période donnée (par exemple : un mois ou une saison). Il s'exprime pour cent (100), pour mille (1000),pour dix mille (10 000), pour cent mille (100 000), pour million ou pour milliard selon la taille de la population et l'importance de la morbidité.